# 3799 Novgorod
3799 Novgorod è un asteroide della fascia principale del diametro medio di circa 19,2 km. Scoperto nel 1979, presenta un'orbita caratterizzata da un semiasse maggiore pari a 3,1469526 UA e da un'eccentricità di 0,1476278, inclinata di 1,35019° rispetto all'eclittica.